# Lichter der Großstadt
Lichter der Großstadt (engl. Originaltitel: City Lights) ist eine US-amerikanische Tragikomödie aus dem Jahr 1931 von und mit Charles Chaplin, die ein weiteres Mal seine bekannteste Figur, den Tramp, aufgreift. Für diesen Film produzierte Chaplin erstmals eine eigene Tonspur. Die Uraufführung fand am 30. Januar 1931 in Los Angeles statt.

## Handlung
Eine Großstadt. Der Tramp verliebt sich in ein blindes Blumenmädchen, das aus ärmlichen Verhältnissen stammt. Er spielt dem Mädchen (anfangs durch einen Zufall ungewollt) vor, ein wohlhabender Mann zu sein. Ein glücklicher Zufall will es, dass der Tramp einen alkoholsüchtigen Millionär von einem Selbstmord abhält. Dieser ernennt den Tramp daraufhin zu seinem besten Freund, lässt ihn bei sich leben, feiert Feste für ihn und drückt ihm bündelweise Geldscheine in die Hand. Diese Zuneigung währt jedoch nur so lange, wie der Millionär betrunken ist. Wird er wieder nüchtern, kann er sich an nichts erinnern und lässt den Tramp von seinem Butler regelmäßig vor die Tür seiner Villa setzen.
Um dem Mädchen Geschenke machen zu können, nimmt der Tramp eine Stelle als Straßenkehrer an. Als er erfährt, dass ihr Vermieter die ausstehende Miete einfordert und dass sie durch eine Augenoperation in Wien wieder sehen könnte, verspricht er, alles zu bezahlen: Doch ausgerechnet an diesem Tag verliert er seine Arbeitsstelle. Er versucht sich als Boxkämpfer, doch er unterliegt. Als er in derselben Nacht wieder einmal den betrunkenen Millionär trifft, dieser ihn zu sich nach Hause einlädt und ihm das benötigte Geld schenkt, scheinen alle Probleme gelöst, aber zwei Einbrecher überfallen die beiden und schlagen den Millionär nieder. Der Tramp wird der Komplizenschaft bezichtigt, weil sich sein reicher Freund in nüchternem Zustand erneut nicht an ihn erinnern kann. Ihm gelingt jedoch die Flucht, und er kann dem Blumenmädchen das Geld übergeben. Während sie nach Europa reist, wird der Tramp verhaftet.
Sechs Monate später führt das inzwischen geheilte Blumenmädchen einen eigenen Blumenladen und wartet sehnlichst auf das Erscheinen des großzügigen Millionärs, den sie liebt. Der Tramp wird aus dem Gefängnis entlassen und läuft zufällig an ihrem Geschäft vorbei. Das Mädchen erkennt den Tramp zunächst nicht, behandelt ihn aber trotz seines schäbigen Aussehens freundlich und schenkt ihm eine weiße Rose. Erst als sie ihm zusätzlich ein Geldstück schenkt, berührt sie seine Hand und erkennt ihn, ihren lang ersehnten Geliebten.

## Hintergrund

### Der Tonfilm

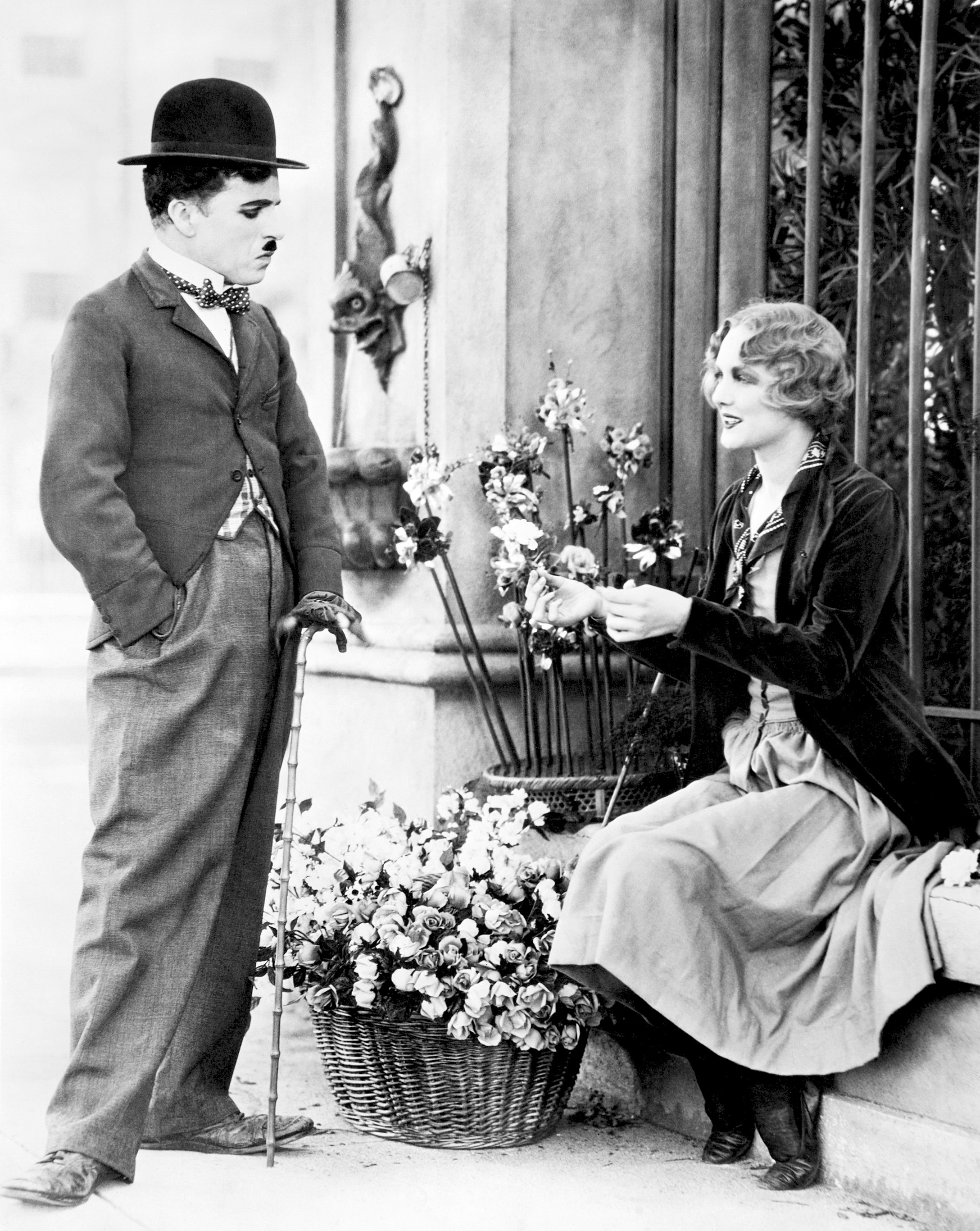
Die erste Begegnung zwischen dem Tramp und dem blinden Blumenmädchen

Chaplin arbeitete von 1928 bis 1931 an dem Film. Zu dieser Zeit war der Tonfilm bereits etabliert: Der erste Tonfilm war 1927 Alan Croslands Musicalfilm The Jazz Singer, anschließend verlangte das Publikum nach neuen Tonfilmen. Dennoch sträubte er sich lange gegen die neue Form des „Sprechfilms“. Er war überzeugt, dass speziell die Sprache den Untergang seiner pantomimischen Komik bringen würde. Überlegungen Chaplins, seinen Tramp irgendwie in eine zum Tonfilm passende Figur zu verwandeln, brachten kein zufriedenstellendes Ergebnis. Mit der Produktion von City Lights im Stile eines Stummfilms beging er einen Anachronismus, der erhebliches Risiko in sich barg, da die Masse des Tonfilmpublikums Stummfilme bereits als altmodisch und unattraktiv empfand. Andere Filmemacher hatten bereits ohne Erfolg probiert, weiter Stummfilme zu drehen, bei Chaplin machte sich das Risiko hingegen bezahlt: Der Film wurde Chaplins größter Triumph seiner bisherigen Karriere. Das Budget des Films betrug etwa 1,5 Mio. Dollar, in heutigem Geld etwa 30 Mio. Dollar. Das Einspielergebnis weltweit ergab 4,25 Mio. Dollar.
Dabei mutet gleich die erste Szene wie eine freche Parodie auf Tonfilme an, als die feierlichen Reden anlässlich einer Denkmalenthüllung gehalten werden, und nur groteskes, quakendes Genuschel zu hören ist. Die quäkenden Töne werden von einem Saxophon erzeugt. Auch später im Film spielt Chaplin mit den Möglichkeiten des Tonfilms, indem er den Tramp eine Trillerpfeife verschlucken lässt, die bei jedem Schluckauf schrill pfeift. Auch komponierte er die Filmmusik erstmals selbst. Bis dahin wurden seine Filme von einem Klavierspieler oder einem kleinen Orchester im jeweiligen Kino live begleitet, wobei Arrangements von bereits bekannten Musikstücken zum Einsatz kamen. Chaplin selbst konnte keine Noten lesen, er diktierte seine musikalischen Einfälle einem erfahrenen Musiker, der auch die Feinarbeit daran vornahm.

### Drehbuch

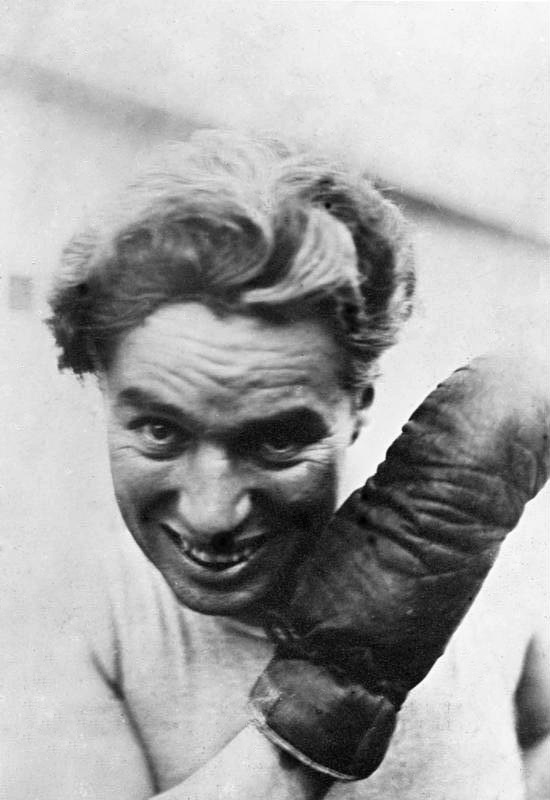
Charles Chaplin (1930)

Ab Anfang 1928 arbeitete Chaplin gemeinsam mit dem US-amerikanischen Autor und Filmkritiker Harry Carr (1877–1936) am Drehbuch. Die erste Szene, die Chaplin im Kopf hatte, war ausgerechnet das Ende. Bereits zu Beginn seiner Drehbuch-Arbeit verewigte er die Endszene in detailgenauen Beschreibungen, weil er sie für die wichtigste des Filmes hielt. Bei dem Boxkampf griff Chaplin seinen eigenen Kurzfilm The Champion aus dem Jahre 1915 wieder auf und variierte die Grundidee so, dass neue Witze entstanden.
Eine schwierige Frage für Chaplin war, wie das blinde Mädchen auf plausible Art denken sollte, dass der Tramp ein reicher Mann ist. Der perfektionistische Chaplin zog sich daraufhin für Wochen und Monate von der Arbeit zurück und brütete über diese Frage. In der Zeit stand das Filmteam jeden Tag bereit für die nächste Aufnahme, obwohl Chaplin selbst nicht im Filmstudio war. Da er den Film selbst finanzierte, bezahlte er die ganze Crew über mehrere Wochen für Nichtstun, was eigentlich sehr teuer war. Schließlich bekam er die Idee, dass der Tramp die Straße überqueren wollte, aber alles wegen eines Verkehrsstaus versperrt ist, so dass der Tramp von der einen Seite in einen Rolls-Royce ein- und auf der anderen Seite wieder aussteigt. Das Mädchen hört wie jemand aus einem Auto aussteigt und denkt, es ist ein reicher Mann. Chaplin hielt diese Szene der ersten Begegnung zwischen Tramp und Blumenmädchen für die wichtigste des Filmes, da hier eine glaubwürdige Grundlage für den Rest des Filmes geschaffen werden musste.
Als weitere Hauptfigur plante Chaplin zunächst einen schwarzen Zeitungsjungen, der sich mit dem Tramp anfreunden sollte; er verwarf die Idee jedoch und wandte sich zur Figur des betrunkenen Millionärs. Ein betrunkener Millionär war bereits in Chaplins Kurzfilm Die feinen Leute (1921) vorgekommen. Schon lange hatte Chaplin die Geschichte für einen Kurzfilm im Kopf, in dem zwei Millionäre den Tramp von der Straße aufsammeln und ihm für eine Nacht das Leben der Reichen zeigen, ehe sie ihn dann wieder auf der Straße absetzen. Der Tramp würde dann nicht wissen, ob er sich die Begegnung nur erträumt hätte oder ob sie tatsächlich stattgefunden hatte. Diese Grundidee wurde dann zum betrunkenen Millionär weiterentwickelt, der im betrunkenen Zustand mit dem Tramp befreundet ist, ihn nüchtern aber abweist.
Am 28. August 1928 starb Chaplins Mutter Hannah Chaplin mit 63 Jahren im kalifornischen Glendale. Er unterbrach infolge ihres Todes die Arbeit am Drehbuch für mehrere Wochen. Der Psychologe Stephen Weissman stellte in seinem Buch Chaplin: A Life (2008) die These auf, dass Lichter der Großstadt sehr autobiografisch ist und das Blumenmädchen seine über viele Jahre psychisch kranke Mutter Hannah repräsentiert, während der betrunkene Millionär seinen Vater Charles Chaplin Sr. darstellt. Chaplin Sr. war Entertainer in den britischen Music Halls und starb bereits 1901 mit 38 Jahren an den Folgen seines Alkoholkonsums.

### Besetzung
Charles Chaplin war berüchtigt dafür, mit seinen Hauptdarstellerinnen Affären oder Beziehungen einzugehen. Doch die City-Lights-Hauptdarstellerin Virginia Cherrill und er konnten einander nicht ausstehen. Er meinte, sie habe sich bei ihrer ersten Filmrolle nicht professionell genug verhalten; sie meinte, seine zahllosen Drehwiederholungen von Szenen – einzelne Szenen über 100 Mal – seien überzogen gewesen. Als sie schließlich einmal vor Drehschluss das Set verlassen wollte, feuerte Chaplin sie. Er engagierte stattdessen Georgia Hale für Probeaufnahmen. Mit Hale, mit der er bereits bei Goldrausch zusammen gedreht hatte, hatte er auch eine Beziehung gehabt. Er verzichtete aber schließlich darauf, den gesamten Film, der mit Cherrill kurz vor dem Abschluss stand, noch einmal zu drehen. Er stellte sie deshalb wieder an.
Auch bei der Besetzung des Millionärs gab es Probleme für Chaplin: Er verpflichtete seinen australischen Szenenbildner Henry Clive (1883–1960) für die Rolle. Dieser weigerte sich jedoch, während der Suizidszene des Millionärs ins kalte Wasser zu springen, so dass der wütende Chaplin ihn durch seinen Schauspielkollegen Harry Myers ersetzte. Der vormals populäre Myers teilte das Schicksal vieler anderer Stummfilmschauspieler und hatte mit Beginn des Tonfilmes einen Karriereknick erlitten. Für Myers war der Millionär seine letzte größere Rolle, anschließend erhielt er bis zu seinem Tod nur noch kleinere Parts.

## Rezeption

### Premiere in Berlin und Reaktionen in Deutschland bis 1945

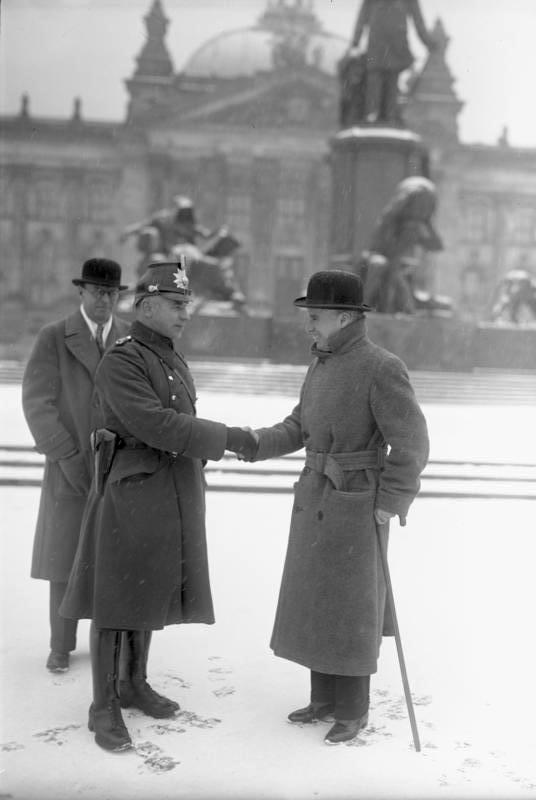
Foto vom Deutschlandbesuch: in Berlin vor dem Reichstagsgebäude auf dem Platz der Republik, März 1931

Im März 1931 wurde Chaplin bei der Ankunft am Bahnhof in Berlin begeistert empfangen. Er war auf Werbetour für Lichter der Großstadt. Die Menschenmenge bei seiner Ankunft wurde als der größte Volksauflauf wahrgenommen, den die Hauptstadt zwischen den revolutionären Tagen von 1918 und dem Fackelzug der Nazis am 30. Januar 1933 erlebte. Am Bahnhof Friedrichstraße skandierten zwar einige Dutzend Nazis lauthals „Nieder!“, wurden aber von den Hochrufen auf den Gast übertönt. Chaplin gab Interviews mit linken Kreisen und wurde von ihnen stark vereinnahmt. Er dementierte daraufhin und bezeichnete sich als unpolitisch. Die rechte Presse machte scharf Front gegen ihn. Chaplin hielt die Weimarer Demokratie für stabil, sorgte sich aber trotzdem um politisch motivierte Aufführungsverbote seines neuen Films. Der Streifen wurde ein Erfolg, und die Nazianfeindungen im Premierevorfeld schienen verhallt zu sein. In mehreren deutschen Städten versuchte die SA, Besucher von den Kinos fernzuhalten. Während der Zeit des Nationalsozialismus waren im Deutschen Reich 12 Jahre lang keine Chaplin-Filme mehr zu sehen.
Der antisemitische nationalsozialistische Propagandafilm Der ewige Jude von 1940 zeigte Chaplin, wie er 1931 von den Berlinern umjubelt wurde. Chaplin (der gar kein Jude war) wurde neben anderen bekannten Persönlichkeiten als Repräsentant des „internationalen Judentums“ vorgeführt. Kommentar im Film: „Es lässt sich nicht leugnen, ein Teil des deutschen Volkes applaudierte damals ahnungslos den zugewanderten Juden, den Todfeinden seiner Rasse.“

### Heutige Kritiken
Lichter der Großstadt gilt als einer der „großen Filme“ Chaplins. Beim US-amerikanischen Kritikerportal Rotten Tomatoes besitzt er beispielsweise eine positive Wertung von 98 %, wobei 41 der 42 vorhandenen Kritiken den Film positiv bewerten.

„Eine ironische und sozialkritische Tragikomödie voller Menschlichkeit, Güte und Optimismus. Obwohl sich inzwischen der Tonfilm etabliert hatte, blieb Chaplin beim stumm gedrehten und mit musikalischen Effekten untermalten Film und feierte damit einen seiner größten Publikumserfolge.“

## Auszeichnungen
Obwohl zur Zeit seiner Veröffentlichung unprämiert, fand der Film 1991 Aufnahme in das National Film Registry, ein Verzeichnis US-amerikanischer Filme, die als besonders erhaltenswert angesehen werden. Zudem findet sich der Film in zahlreichen Bestenlisten wieder, darunter in fünf des American Film Institutes:
- Die 100 besten amerikanischen Filmkomödien aller Zeiten (2000: Platz 38)
- Die 100 besten amerikanischen Liebesfilme aller Zeiten (2002: Platz 10)
- 100 Cheers: America's Most Inspiring Movies (2006: Platz 33)
- Die 100 besten amerikanischen Filme aller Zeiten (1998: Platz 76; 2007: Platz 11)
- Die 10 bedeutendsten Filme in 10 klassischen Genres (2008: Platz 1 im Genre der Romantische Komödien)